# Jelzáloglevél
Olyan hosszú lejáratú kötvény, melyet a hitelnyújtó bocsát ki a jelzáloghitelek fedezeteivel és az adósok által törlesztett kamatból fizeti a kötvény tulajdonosának a kamatot.
A jelzáloglevél kizárólag a jelzálog-hitelintézet (jelzálogbank) által e törvény alapján kibocsátott névre szóló, átruházható értékpapír.
A jelzáloglevélre a kötvényről szóló jogszabály rendelkezéseit kell, bizonyos eltérésekkel alkalmazni.
A jelzáloglevélnek tartalmaznia kell:
a) a jelzáloglevél elnevezést;
b) a kibocsátó megnevezését és cégszerű aláírását;
c) a jelzáloglevél típusának megjelölését (bemutatóra vagy névre szóló);
d) névre szóló jelzáloglevél esetén a jelzáloglevél tulajdonosának megnevezését;
e) a jelzáloglevél sorozatának betűjelét, a jelzáloglevél kódját, sorszámát;
f) a jelzáloglevél névértékét;
g) a kamat mértékét, a kamatszámítás módját;
h) változó kamatozás esetén: az induló kamatláb mértékét, a kamatláb változtatásának elveit, a kamat számításának módját;
i) a jelzáloglevél lejáratát;
j) a kamatfizetés és a beváltás (törlesztés) időpontjait és mértékét;
k) az átruházásra vonatkozó esetleges korlátozást;
l) a kibocsátott sorozat össznévértékét;
m) a jelzáloglevél kibocsátásának helyét és idejét;
n) a vagyonellenőr igazolását az előírás szerinti fedezet meglétéről és annak fedezet-nyilvántartásba történt bejegyzéséről.
Az az okirat, amelyből a megjelölt kellékek valamelyike hiányzik, nem minősül jelzáloglevélnek.

## Jelzáloglevél: az elnevezés magyarázata
A magyarázat egyszerű: a jelzáloghitelekben megtestesülő követelésekre vonatkozóan bocsátják ki. Ezeket a jelzáloghiteleket értékpapír formába "öntik". Tulajdonképpen a jelzáloglevél tulajdonosa közvetetten – jelzálog-hitelintézeten keresztül – jelzáloghitelt nyújt, amely hitelt a "bank" kezel, beszedi a tőke és kamat törlesztéseket, és ezek egy részét továbbadja a jelzáloglevél tulajdonosa számára szintén kamat, illetve a jelzáloglevél lejáratakor tőke visszafizetés formájában.

## Jellemzői
- a jelzáloglevelek fedezete a levél mögé helyezett ingatlanokra bejegyzett jelzálogjog
- az Országos Betétbiztosítási Alap nem biztosítja ezen papírokat
- A jelzáloglevelek jellemzően hosszabb futamidővel rendelkeznek mint a bankbetétek, így kezelésük valamivel olcsóbban megvalósítható, mint a bankbetéteké, így hosszútávon magasabb hozamot lehet velük elérni normál piaci körülmények között.

## Kockázati tényezők
- árfolyam és likviditás kockázat: a legtöbb jelzáloglevél a másodpiacon is forgalmazott, így aki lejárat előtt el szeretné adni papírját, az az itt kialakult piaci árfolyamon tudja azt megtenni. A másodpiaci kamatok emelkedése a papírt lejárat előtt eladók számára kamat csökkenést vagy veszteséget is jelenthet. Nem megfelelő számú vételi ajánlat hiányában előfordulhat, hogy papírját nem tudja lejárat előtt eladni. Devizában kibocsátott papíroknál az adott devizanem árfolyamkockázatával mindenképpen számolni kell.
- kamatkockázat: fix kamatozású vagy diszkont papíroknál a lejárat előtti eladás során realizálható kamat mértéke a piaci körülményeknek megfelelően változhat. Változó kamatozású papírok esetén ezen felül még a hitelintézet változtathatja a fizetendő kamatot a hirdetményben közzétett feltételeknek megfelelően. Változó kamatozás esetén általában valamilyen mutatóhoz kötik a változó kamat mértékét, pl. jegybanki alapkamathoz vagy inflációhoz.
- jegyzési eljárás/aukció kockázata: jelzáloglevél kibocsátáskori vásárlás esetén kockázatot jelent, hogy a hitelintézet túl alacsony érdeklődés esetén törölheti a jelzáloglevél kibocsátását, túlzott érdeklődés esetén vagy túl magas kamatajánlatok esetén az alacsonyabb kamatozásra vonatkozó ajánlatokat fogadja csak el, a magasabbakat visszautasíthatja
- a kibocsátó fizetőképessége: azaz, hogy a papírt kibocsátó hitelintézet a lejáratkor vagy kamatfizetés esedékességekor fizetőképes lesz-e. Ezt jelentősen befolyásolhatja, hogy
  - a hitelintézet meg tudja-e újítani jelzálogleveleit
  - mekkora a fizetőképtelen ügyfeleinek aránya a bank portfóliójában, azokkal szemben, hogyan tudja érvényesíteni jelzálog jogát
  - milyen az előtörlesztések mértéke

## Magyarországi jelzáloglevél kibocsátók
- Erste Jelzálogbank Zrt.
- FHB Jelzálogbank Nyrt.
- OTP Jelzálogbank Zrt.
- UniCredit Jelzálogbank Zrt.
- K&H Jelzálogbank Zrt.